# Asperges me

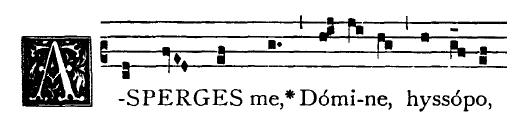
Notový zápis Asperges me

Asperges me je latinská antifona užívaná při asperges (výkropem kostela svěcenou vodou) před začátkem tradiční latinské neboli Tridentské mše. Recituje se či zpívá v období celého liturgického roku, kromě doby Velikonoční, kdy je nahrazen antifonou Vidi aquam.

## Text
| Latinsky Asperges me, Domine, hyssopo, et mundabor: lavabis me, et super nivem dealbabor. Miserere mei, Deus, secundum magnam misericordiam tuam. Gloria Patri, et Filio, et Spiritui Sancto. Sicut erat in principio, et nunc, et semper, et in sæcula sæculorum. Amen. Asperges me, Domine, hyssopo, et mundabor: lavabis me, et super nivem dealbabor. Ostende nobis, Domine, misericordiam tuam. Et salutare tuum da nobis. Domine, exaudi orationem meam. Et clamor meus ad te veniat. Dominus vobiscum. Et cum spiritu tuo. Oremus. Exaudi nos, Domine sancte, Pater omnipotens, æterne Deus, et mittere digneris sanctum Angelum tuum de cælis, qui custodiat, foveat, protegat, visitet, atque defendat omnes habitantes in hoc habitaculo. Per Christum Dominum nostrum. Amen. |  | Česky Pokrop mě Pane yzopem, a budu očištěn, umyj mě, a budu bělejší než sníh. Smiluj se nade mnou, Bože podle tvého velkého milosrdenství Sláva Otci i Synu i Duchu svatému, jako byla na počátku i nyní i vždycky, a na věky věků. Amen. Pokrop mě Pane yzopem, a budu očištěn, a budu očištěn, umyj mě, a budu bělejší než sníh. Ukaž nám Pane své milosrdenství. A dej nám svou spásu. Pane vyslyš mou modlitbu. A mé volání přijď k tobě. Pán s Vámi. I s duchem tvým. Modleme se. Vyslyš nás, svatý Pane, všemohoucí věčný Bože, a pošli, prosíme, z nebe svého svatého Anděla, aby střežil, opatroval, chránil, navštívil a bránil nás, všechny shromážděné v tomto domě. Skrze Krista, našeho Pána. Amen. |